# ニューあかし
ニューあかしは、阪九フェリーが運航していたフェリー。

## 概要
フェリーあかしの代船として神田造船所川尻工場で建造され、1991年3月19日に就航した。
2010年9月30日、泉佐野航路の減便により引退した。
その後、中国の威海膠東国際集装箱海運有限公司（Jiaodong Shipping）へ売却され、GRAND PEACEとなり、平沢 - 威海航路に就航している。

## 事故・インシデント

### 岸壁への衝突
1999年4月13日17時37分、泉大津港内で待機岸壁からフェリーターミナルの岸壁に移動する際に強風に圧流され岸壁に衝突、主電路の切断、機関室の浸水により航行不能となった。
当時、本船は第2便に就航しており、新門司港からの到着後、第1便に就航していたニューはりまにバースを開けるため、対岸の助松埠頭の中央突堤の西面に設けられた待機岸壁に接岸していた。ニューはりまの出港後、本船も荷役のため、フェリーターミナル岸壁へ移動を開始した。突風を伴う強い西の風が吹いていたが、狭い待機岸壁の前面海域ではなく防波堤外で回頭することとして、曳船は要請しなかった。17時26分、全ての係留索を解き、延出していた左舷錨鎖を巻き揚げ、突風に圧流されながらスラスタなどを使用して岸壁から船体を離したが、前進を開始したところ、スラスタの効力が減殺されたことでさらに圧流され、17時37分、北側突堤の南西角に右舷側中央部が衝突した。衝突により本船は、主配電盤後面からの主電路が切断され、電源喪失により機関が停止した。右舷中央下部の外板に幅約3m×長さ約12mの破口を生じ、破口から機関室に大量の海水が流入し、主機および各機器が損傷した。また、衝突箇所の岸壁のコンクリート、ゴム製防衝工も損傷した。
事故発生当時、天候は曇で約20m/sの突風を伴う風力7の西の風が吹いていた。事故原因は、突風を伴う強風下で離岸する際、圧流に対する配慮が不十分で曳船を使用しなかったこと、また、曳船使用基準を見直すなど運航管理者の安全管理が不十分であったこととされた。